# Bèumont (Alt Loira)
Beaumont és un municipi francès situat al departament de l'Alt Loira i a la regió d'Alvèrnia-Roine-Alps. L'any 2007 tenia 269 habitants.

## Demografia

### Població
El 2007 la població de fet de Beaumont era de 269 persones. Hi havia 112 famílies de les quals 24 eren unipersonals (12 homes vivint sols i 12 dones vivint soles), 44 parelles sense fills, 36 parelles amb fills i 8 famílies monoparentals amb fills.
La població ha evolucionat segons el següent gràfic:
Habitants censats

### Habitatges
El 2007 hi havia 143 habitatges, 111 eren l'habitatge principal de la família, 15 eren segones residències i 16 estaven desocupats. 132 eren cases i 11 eren apartaments. Dels 111 habitatges principals, 96 estaven ocupats pels seus propietaris, 12 estaven llogats i ocupats pels llogaters i 3 estaven cedits a títol gratuït; 5 tenien dues cambres, 20 en tenien tres, 41 en tenien quatre i 46 en tenien cinc o més. 84 habitatges disposaven pel capbaix d'una plaça de pàrquing. A 43 habitatges hi havia un automòbil i a 62 n'hi havia dos o més.

### Piràmide de població
La piràmide de població per edats i sexe el 2009 era:
| Homes | Edats   | Dones |
| ----- | ------- | ----- |
| 0     | 95 o +  | 0     |
| 0     | 90 a 94 | 0     |
| 0     | 85 a 89 | 4     |
| 4     | 80 a 84 | 0     |
| 4     | 75 a 79 | 4     |
| 12    | 70 a 74 | 12    |
| 0     | 65 a 69 | 4     |
| 0     | 60 a 64 | 4     |
| 12    | 55 a 59 | 12    |
| 8     | 50 a 54 | 8     |
| 4     | 45 a 49 | 8     |
| 4     | 40 a 44 | 4     |
| 16    | 35 a 39 | 8     |
| 4     | 30 a 34 | 8     |
| 4     | 25 a 29 | 20    |
| 12    | 20 a 24 | 4     |
| 4     | 15 a 19 | 0     |
| 4     | 10 a 14 | 8     |
| 0     | 5 a 9   | 4     |
| 4     | 0 a 4   | 4     |

## Economia
El 2007 la població en edat de treballar era de 177 persones, 133 eren actives i 44 eren inactives. De les 133 persones actives 124 estaven ocupades (64 homes i 60 dones) i 9 estaven aturades (6 homes i 3 dones). De les 44 persones inactives 29 estaven jubilades, 7 estaven estudiant i 8 estaven classificades com a «altres inactius».

### Ingressos
El 2009 a Beaumont hi havia 109 unitats fiscals que integraven 286,5 persones, la mediana anual d'ingressos fiscals per persona era de 16.435 €.

### Activitats econòmiques
Dels 5 establiments que hi havia el 2007, 1 era d'una empresa de construcció, 1 d'una empresa de comerç i reparació d'automòbils, 1 d'una empresa d'hostatgeria i restauració, 1 d'una empresa de serveis i 1 d'una empresa classificada com a «altres activitats de serveis».
L'únic servei als particulars que hi havia el 2009 era un restaurant.
L'any 2000 a Beaumont hi havia 14 explotacions agrícoles que ocupaven un total de 726 hectàrees.

## Poblacions més properes
El següent diagrama mostra les poblacions més properes.